# Pseudophasma inca
Pseudophasma inca är en insektsart som beskrevs av Kirby 1904. Pseudophasma inca ingår i släktet Pseudophasma och familjen Pseudophasmatidae. Inga underarter finns listade i Catalogue of Life.